# Télémark
Pour les articles homonymes, voir Telemark.
 (novembre 2020).
Si vous disposez d'ouvrages ou d'articles de référence ou si vous connaissez des sites web de qualité traitant du thème abordé ici, merci de compléter l'article en donnant les références utiles à sa vérifiabilité et en les liant à la section « Notes et références ».

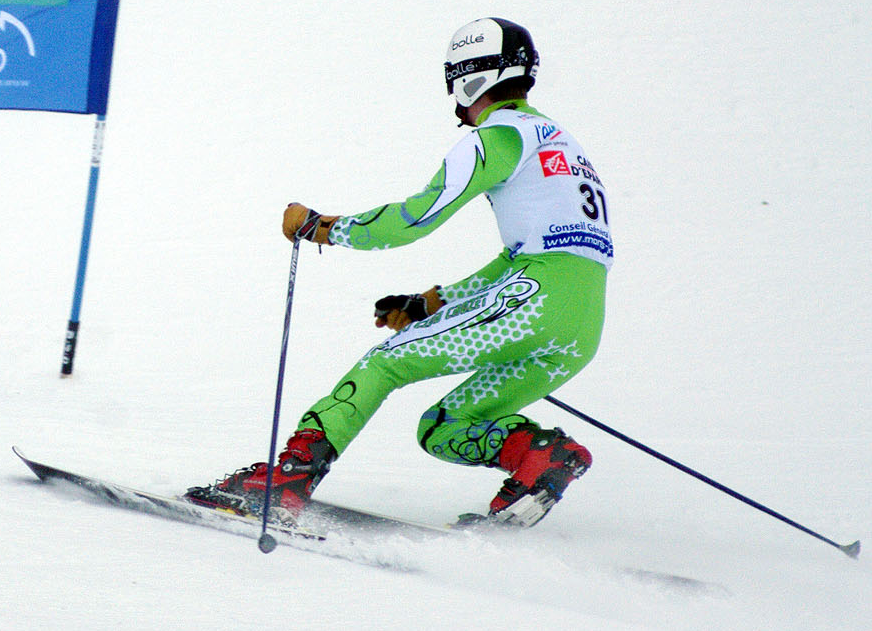
Skieur de télémark dans une épreuve de slalom

Le télémark est un ensemble de techniques de ski d'origine nordique adapté au ski de descente avec le talon libre (non fixé au ski), ce qui permet d'exécuter des virages harmonieux dits « virages télémark ». Le virage télémark s'effectue avec un fléchissement de la jambe intérieure. C'est l'une des plus anciennes techniques de ski, inventée en 1868 par un menuisier du comté de Telemark en Norvège, Sondre Norheim.

## Histoire
Le télémark est une technique de descente à ski dans la grande tradition des pays nordiques mais elle ne relève ni de la famille du ski nordique, ni de celle du ski alpin. D'origine norvégienne, elle n'a toutefois aucune caractéristique commune dans son exécution avec les disciplines du ski nordique à l'exception du talon libre (non solidaire du ski) qui permet d'exécuter des virages harmonieux, etc.
Le télémark doit son nom à la région norvégienne dont il est originaire.
On l'appelle « télémark », par opposition aux techniques christiania du nom d'un autre site de Norvège dont l'appellation contemporaine correspond à Oslo.
Le télémark tel qu'on le connaît aujourd'hui est dû à Sondre Norheim qui, lors d'une course de ski dans le village de Morgedal, imposa son style avec la technique du virage sauté.
Les techniques de télémark ont été supplantées au XXe siècle par les techniques avec talon solidaire du ski devenues plus performantes sur le plan de la vitesse. Ces dernières sont issues de la technique du christiania, adaptée avec l'importation du ski dans les Alpes. Ultérieurement, avec l'évolution de la technique et du matériel, elles aboutiront à la version moderne du ski, le ski alpin.
Cette disparition temporaire pendant une partie du XXe siècle a contribué à l'idée fausse selon laquelle le télémark serait une technique ancienne, « ancestrale », par rapport aux techniques avec talon fixé.
Le télémark a continué à être pratiqué dans les pays nordiques et a connu une renaissance à partir des années 1970 d'abord en Amérique du Nord pour s'étendre ensuite aux autres régions du monde où se pratique le ski.

## Le matériel

### Les chaussures
Elles présentent un bec à l'avant permettant la fixation sur les skis. Elles sont beaucoup plus souples que les chaussures de ski alpin classique. De la coque en cuir, qui est encore utilisée, on est passé progressivement au plastique souple. Ces chaussures permettent la descente en milieu alpin et la montée avec une technique similaire à celle du ski de randonnée ou du ski de randonnée nordique. La coque cuir, plus souple et plus agréable à porter, n'a pas disparu et a toujours ses adeptes. Mais à l'usage et pour un emploi plus sportif, la coque plastique procure davantage de sécurité et d'aisance, ce qui lui vaut d'être plébiscitée.

### Le ski
Il existe des skis dédiés au télémark mais on peut toutefois monter les fixations de télémark sur des skis alpins. Les skis télémark peuvent présenter notamment des cœurs en bois avec un talon plus souple. On peut trouver des modèles plus ou moins spécialisés : piste, hors-piste, poudreuse, carving, 4 × 4 passe-partout, twintips. La tendance des années 2000-2005 est au ski dit fat, c’est-à-dire présentant des lignes de côtes larges, adaptées à la neige vierge et à la pratique backcountry, terrain de prédilection du télémark.

### La fixation
Il en existe plusieurs types avec chacun leurs avantages, à pointe, à mâchoire. Depuis 1995, la plus répandue est celle à câble : souple ou rigide avec ressort ou pistons. Enfin, des systèmes à plaque remplacent les câbles avec des renforts augmentant sa fiabilité. La fixation de Télémark est très simple et, malgré sa rusticité, elle offre un niveau de sécurité élevé en cas de chute. Avec les modèles récents, sécurisés, d'un poids insignifiant, on peut surélever la fixation pour éviter d'accrocher la neige dans les virages avec des plaques spéciales. On peut y ajouter une talonnière pour la randonnée.
Depuis 2006, la plupart des fabricants proposent des modèles de randonnée, dits « FreePivot », où l'étrier avant peut être débloqué pour permettre un débattement équivalent à celui des fixations de randonnée alpine en montée. Enfin, la nouvelle norme NTN, commercialisée depuis 2007 par Rottefella, propose elle aussi un système de montée pour des chaussures mixtes, adaptables au télémark (NTN) et à certaines fixations de randonnée alpine.

### Les bâtons
Originellement, on utilisait l'alpenstock, un bâton d'environ 2 mètres. Il est progressivement abandonné au profit des bâtons de ski « classique ». On les choisit alors plus courts qu'en ski alpin puisque le centre de gravité du skieur est plus bas (en général en dessous du coude), ou plus longs, comme les bâtons de ski de fond. L'usage de bâtons n'est cependant pas indispensable, notamment pour pratiquer le télé-surf où l'on cherche à se pencher le plus possible dans les virages ou pour faire du carving.

## Disciplines

### Compétition

#### Épreuves
Le télémark est une discipline exigeante et complète comprenant un slalom géant, un saut avec une longueur à franchir et une réception en position télémark (en fente) suivie d’un loom (virage relevé 360°) et d’une partie de skating (d'où les bâtons de ski de fond utilisés par les athlètes en compétition).
Les coupes du monde regroupent une quinzaine de nations et une centaine d’athlètes qui s’affrontent dans les trois disciplines tout au long de l’hiver sur les deux continents. Les championnats du monde ont lieu tous les deux ans et les mondiaux juniors chaque année.
Les épreuves sont de trois types :
- Classique : épreuve chronométrée en une manche de deux minutes et demie à quatre minutes, comportant des parties libres, des parties en slalom entre portes, des sauts, des looms[4] et des parties à parcourir en skating ; des pénalités de style sont également appliquées ;
- Classic Sprint : épreuve similaire à la « classique », mais plus courte et en deux manches.
- Parallèle Sprint (depuis 2012) : deux slaloms parallèles parcourus simultanément par deux skieurs, avec loom et partie skating commune, par manches éliminatoires.
- Team Parallèle Sprint : équipe de 3 athlètes (une fille et deux garçons) sur le même modèle que la Sprint Parallèle.

Durant l’hiver 2018, la discipline ”Géant Télémark” mise de côté depuis 2011 a été ré-introduite au calendrier des coupes de France. Elle comprend un slalom chronométré en deux manches, avec un saut en milieu de parcours et des pénalités pour sanctionner le style. Pas de loom ni skating afin d'en faire une épreuve plus simple pour les plus jeunes.
Le télémark s'est porté candidat pour être un sport olympique après son intégration à l’Agenda 2020 du Comité Olympique lors de la 127e Session du CIO à Monaco en décembre 2014.
La FIS (Fédération Internationale de Ski), lors de son Congrès de Costa Navarino en Grèce le 18 mai 2018, a voté en faveur de l'intégration du télémark avec les disciplines Parallèle Sprint et Team Parallèle Sprint au prochain programme des Jeux olympiques de 2022. Le dossier a été porté par la FIS devant le CIO qui a décidé, en juillet 2018, de ne pas rajouter de nouvelles disciplines aux jeux de Pékin.

#### Championnats du monde
Les championnats du monde de télémark sont organisés tous les deux ans par la FIS depuis 2005. Il existe également des championnats du monde juniors de télémark.

## Randonnée
Le télémark est également un moyen de pratiquer le ski de randonnée. Des fixations plus modernes, adaptées à cette discipline et permettant un meilleur débattement, sont disponibles depuis 2006. Les fixations télémark "standard" restent toutefois parfaitement adaptées à la pratique de la randonnée.

## Autres applications du télémark
La technique du télémark est utilisée lors de la réception après un saut dans la discipline du saut à ski. En compétition, la qualité de la réception en télémark est prise en compte par les juges dans la note finale du saut.